# Estación de Cretas
Cretas fue una estación ferroviaria situada en el municipio español de Cretas, en la provincia de Teruel. Pertenecía al ferrocarril del Val de Zafán, que estuvo operativo entre 1942 y 1973. En la actualidad las instalaciones se encuentran clausuradas y no prestan servicio.

## Historia
Los proyectos para la construcción del llamado ferrocarril del Val de Zafán datan del siglo XIX, si bien las obras de la sección comprendida entre Alcañiz y Tortosa no se pusieron en marcha hasta la década de 1920. En junio de 1938, en plena Guerra Civil, el ferrocarril llegó hasta Pinell de Bray.
Al año siguiente comenzarían a operar los servicios regulares de pasajeros entre Alcañiz y Bot. El tramo restante hasta Tortosa fue completado en septiembre de 1941, entrando en servicio toda la línea al año siguiente. Para entonces la estación de Cretas, al igual que la línea férrea, había pasado a manos de la empresa estatal RENFE. Afrontando una fuerte decadencia, en 1973 la línea fue clausurada al tráfico, siendo levantadas las vías en 1995. Años después el entorno de la estación fue rehabilitado e incorporado al trazado de la Vía verde de la Tierra Alta.